# هاردي هندرسون
هاردي هندرسون (بالإنجليزية: Hardie Henderson)‏ هو لاعب كرة قاعدة أمريكي، ولد في 31 أكتوبر 1862 في فيلادلفيا في الولايات المتحدة، وتوفي بنفس المكان في 6 فبراير 1903.

## وصلات خارجية
- هاردي هندرسون على موقعبيزبول رفرنس.كوم (الدوري الرئيسي) (الإنجليزية)
- هاردي هندرسون على موقعبيزبول رفرنس.كوم (الدوري الثانوي) (الإنجليزية)